# 冯纯伯
冯纯伯（1928年4月—2010年11月10日），原名冯辰北，男，江苏金坛人，中国自动控制学家，中国科学院院士，俄罗斯自然科学院外籍院士。

## 生平
1944年入国立第十四中学（现南京师范大学附属中学）就读。1950年浙江大学电机系毕业。
1953年哈尔滨工业大学电机系研究生毕业，留校任输配电教研室副主任。1955年4月加入中国共产党。1958年获苏联列宁格勒工业大学电机系技术科学副博士学位。回哈尔滨工业大学工作。
1975年6月转入六机部第七研究院第24研究所，开发舰用雷达。
1979年6月调入南京工学院（现东南大学），进行自动控制理论及应用的教学和科研。1986年任东南大学研究生院副院长。
1994年11月当选俄罗斯自然科学院外籍院士。1995年当选中国科学院院士。